# 蕃坊
蕃坊是唐朝、宋朝時期外來僑民（穆斯林為主）在華的聚集區和居留地，由官府認可劃定於沿海重要外貿口岸，如广州、泉州、杭州等地。公元9世紀時廣州城南、珠江北岸光塔街一帶就形成人稱蕃坊的外籍人士居留區，泉州蕃坊在城南，杭州蕃坊在城东清泰门内。這些區域由市舶使管理，朝廷還主動賦予僑民社區一定程度的治外法權，尊重外籍人士以其習俗自治。:460蕃坊的設置對於篤信伊斯蘭教的大食（阿拉伯）、波斯商人來說，提供了很大方便，使他們利用各城蕃坊形成密集的社羣商業網點和繁華商業區，加強了相互聯繫和協作 。

## 沿革
唐代伴隨著國際貿易繁盛，僑居聚集於廣州、泉州、揚州各通商口岸的外國人日益增加，自然形成聚居區域即蕃坊；唐文宗開成年間，任嶺南節度使的盧鈞提出「立法，俾華夷異處，婚娶不通，蠻人不得立田宅，由是徼外肅清而不相犯」，以應對蕃客聚居的外僑社區「蕃漢雜處」、「華夷混雜」的狀況。當局後開始設立配套制度，由官府的「蕃頭」專門管理「列肆而市」的外籍工商業者，亦未對蕃坊應處於的位置加以嚴格的界定。來唐從事各種經營活動的外籍工商業者，與當地居民之間以及外籍人之間日常發生矛盾衝突也隨之增多，唐政府為穩妥解決矛盾，在唐律實施了「化外人」各依其俗法處理爭端之條例，即容許相應外籍人士享有一定程度的「治外法權」：按條例外籍人之間發生糾紛，均以當事人所屬的國家（或政權）的法律及風俗來處理；涉及到分屬不同國家（或政權）的當事人間糾紛而難以統一適用俗法時，則以唐律為裁判依據。:17

### 自治體系
蕃坊居民绝大多数是阿拉伯人、波斯人，他们保留本国的语言和穿戴、饮食、礼拜习惯，有清真寺、清真市场，在當局容許蕃坊具有自行實施司法的權限後，社區內便由教長處理產生的糾紛（即穆斯林開糾紛，可遵照伊斯蘭法律解決）。據載，蕃坊中設坊長司，朝廷君主會簡選年高德望之穆斯林一人為蕃長，由其處理一切僑商之糾紛，且兼負為中國招徠海外客商之責。:17
蕃長兼管社會上與宗教上之一切事務。蕃长的衣服、冠带同中国官员。番人若犯罪，由广州鞫实，送番坊执行：绑在木梯上，用藤杖鞭打。番人不食猪肉，食鱼鳖。番人手指带镶宝石的金指环，最宝石中以猫眼石最贵重 。
唐代蕃商以波斯最富，宋代则阿拉伯最富，嘉定间蕃商曾出资助修泉州城。宋徽宗大观、政和年间还设立为外商子女学习的“蕃学”。泉州圣友寺、广州怀圣寺都是往日蕃坊的清真寺。唐宣宗大中五年（851年），阿拉伯商人蘇萊曼在其游記中記述了當時廣州蕃坊情況：
|  | 中國商埠為阿拉伯人□(上鹿下函)集者曰康府。其處有伊斯蘭掌教一人，教堂一所。……各地伊斯蘭教商賈多居廣府，中國皇帝因任命伊斯蘭教判官一人，依伊斯蘭教風俗，治理穆斯林。判官每星期必有數日專為與穆斯林共同祈禱，朗讀先聖戒訓。終講時，輒與祈禱者共為伊斯蘭教蘇丹祝福。判官為人正直，聽訟公平。一切皆依《古蘭經》、聖訓及伊斯蘭教習慣行事。故伊拉克商人來此方者，皆頌聲載道也。 |

### 變遷
唐末黃巢攻陷廣州時，大肆屠殺僑商，戰亂倖存者棄離廣州，蕃坊一度蕭落。至宋太祖一統中原後，隨著對外貿易的恢復，蕃坊重新復興、蓬勃並維持至元。據蒙元時遊歷廣州的伊本·白圖泰在其游記憶述，當時的居留區內有清真大寺和道堂，並設有法官和謝赫。明初，因海禁之厲，外商不得入華，延續了幾百年的蕃坊就此消失。

## 後世研究
蕃坊被認為是有利於歷史上回族及其商業的發展。在傅筑夫等的研究觀點看蕃坊，其除是外國商人集中居住的地點，也是一個具備特殊經濟地位和政治地位的商業區，因為蕃人犯罪不受中國法律制裁，而是由蕃長按照其本國法律懲處，與十九世紀時治外法權和租界是相類似的——不同之處僅在於當局對蕃坊享有主權，:460實際上蕃坊是設在中國土地上、必須服從中國政府管制和執行中國法律的外國人街區。而其他研究觀點認為，蕃坊的設置是當時官方的一种怀柔远人的政策，同時也為設法預防華夷雜處，為對在華聚居外國僑民採取「因俗而治」、「以不治治之」的華夷分治體現，與清末開放門戶時期授予外國列強的權限不相一致，前述判斷也有被質疑，認為清廷在鴉片戰爭後與外國簽訂條約時，所延續的依舊是與蕃坊時代一致的固有對外秩序和司法做法。有研究指蕃坊的制度淵源，可以追溯到更早期時漢人對少數民族的政策，有學者就據唐時盧鈞提出過的「華夷異處」立法，認為蕃坊的設置即源於其立論。